# Zollbrücke
Zollbrücke est un lieu-dit du village de Zäckericker Loose rattaché à la commune de Oderaue dans le Arrondissement de Märkisch-Pays de l'Oder. Oderaue est administré par la communauté de Barnim-Oderbruch.

## Situation géographique
Zollbrücke se situe à 16 kilomètres au nord-est de Wriezen, au bord de l´Oder.

## Histoire

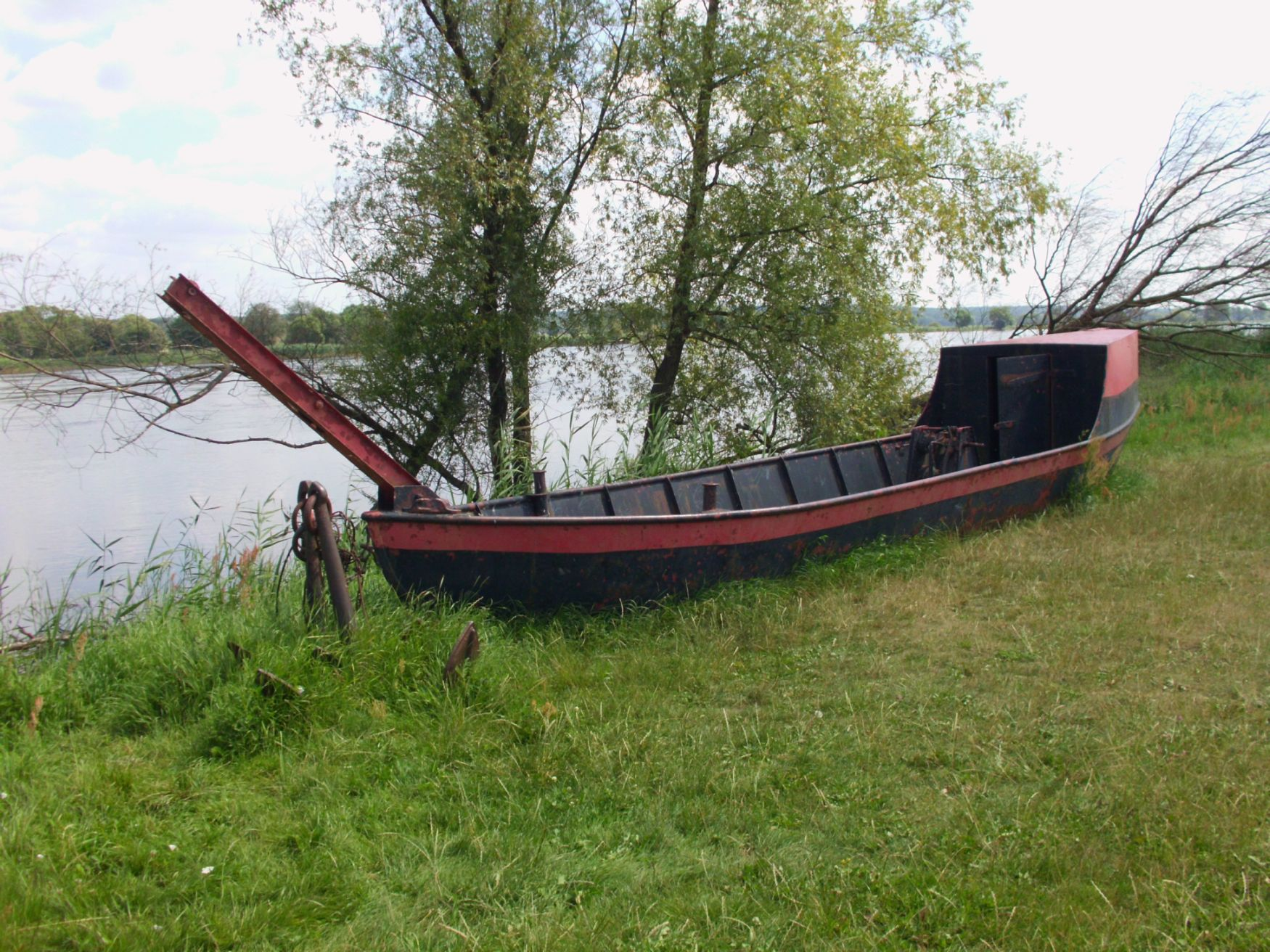
Vieux bac manuel à corde

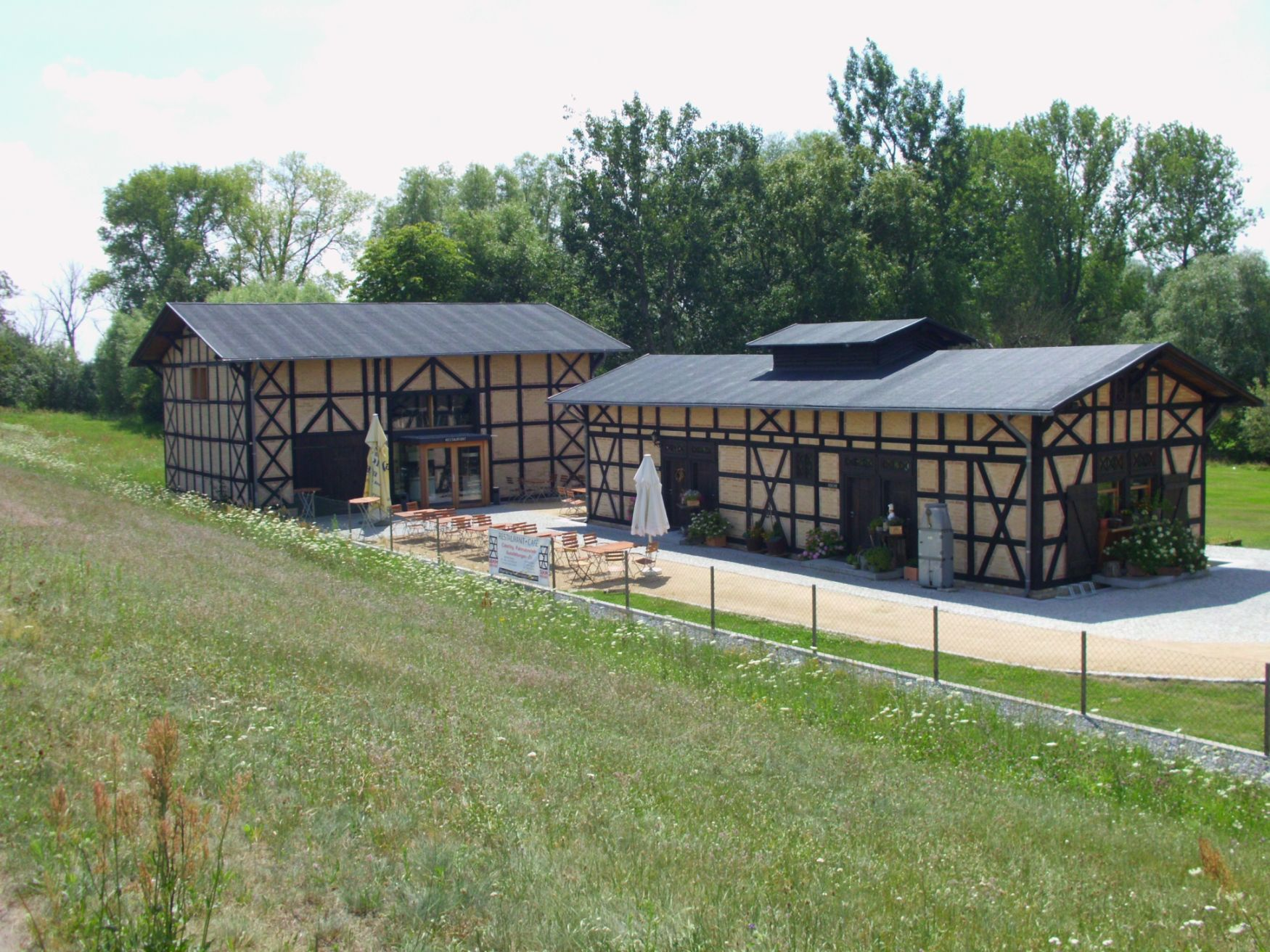
Anciennes granges de l`administration de la digue, transformées en restaurant

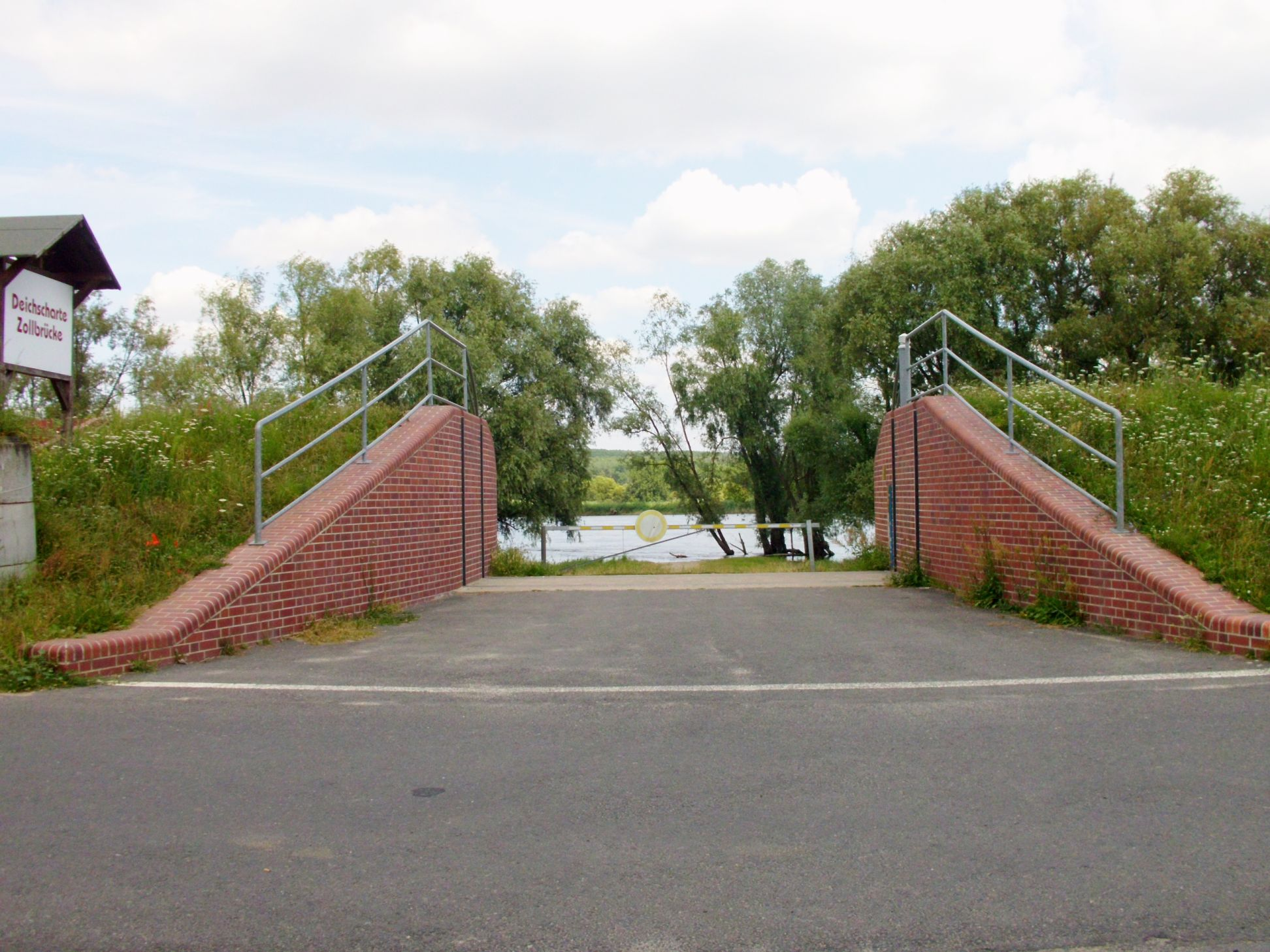
Entaille sur la digue

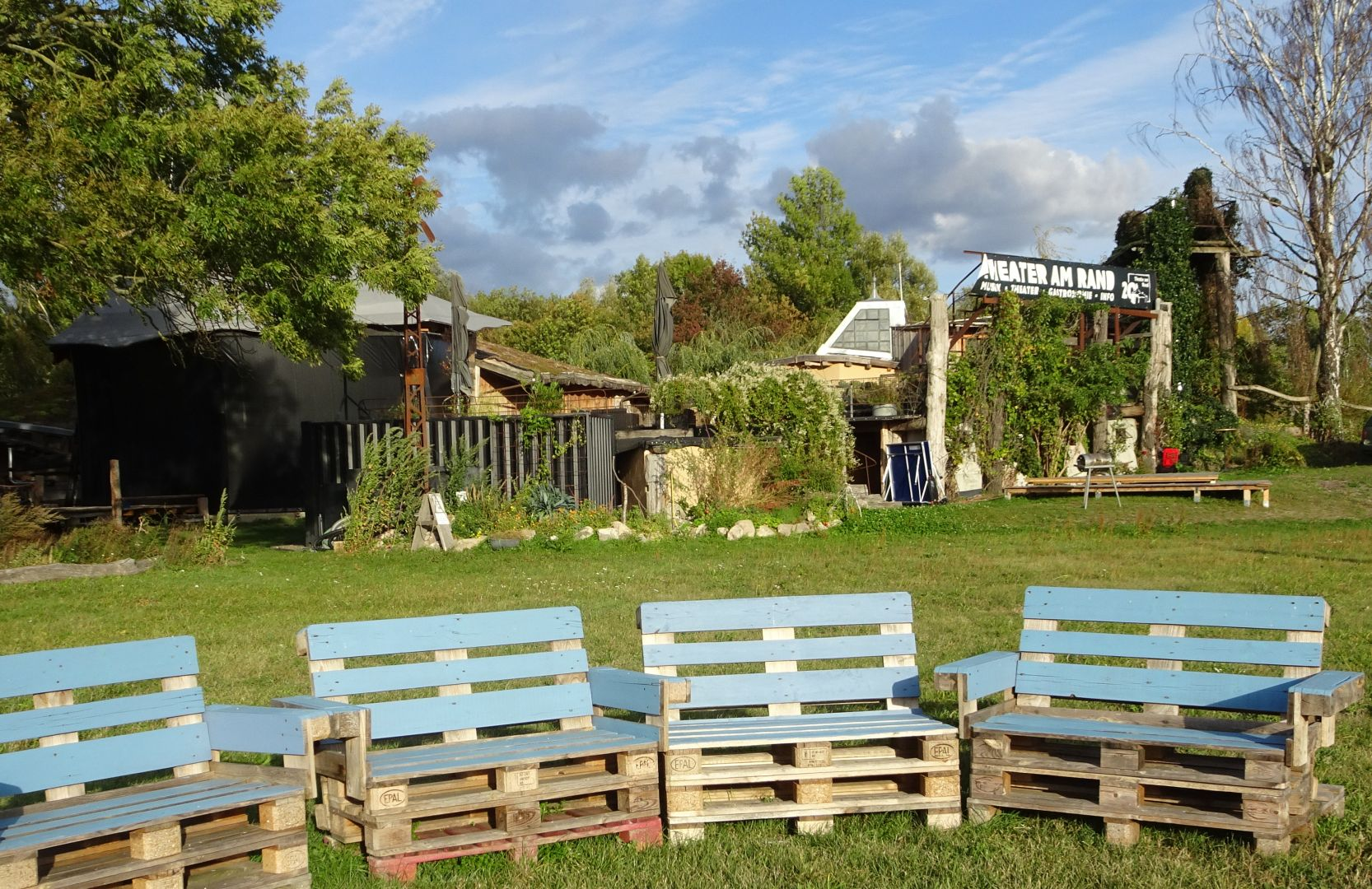
Théâtre am Rand

Zollbrücke a été créé après la déviation de l´Oder. En 1755, les premiers colons ont construit un pont en bois sur l'Oder et ont exigé des droits de douane pour emprunter le pont. L'endroit a été ainsi dénommé. Les agriculteurs utilisaient le pont pour accéder à leurs terres dans l'Oderbruch. En 1806, une inondation par embâcles de glace a détruit le pont qui a alors été remplacé par un bac. Le service de traversier a cessé en 1945 après la Seconde Guerre mondiale. L´entaille dans la digue a subsisté et est devenue le symbole de la protection contre les inondations dans l'Oderbruch.

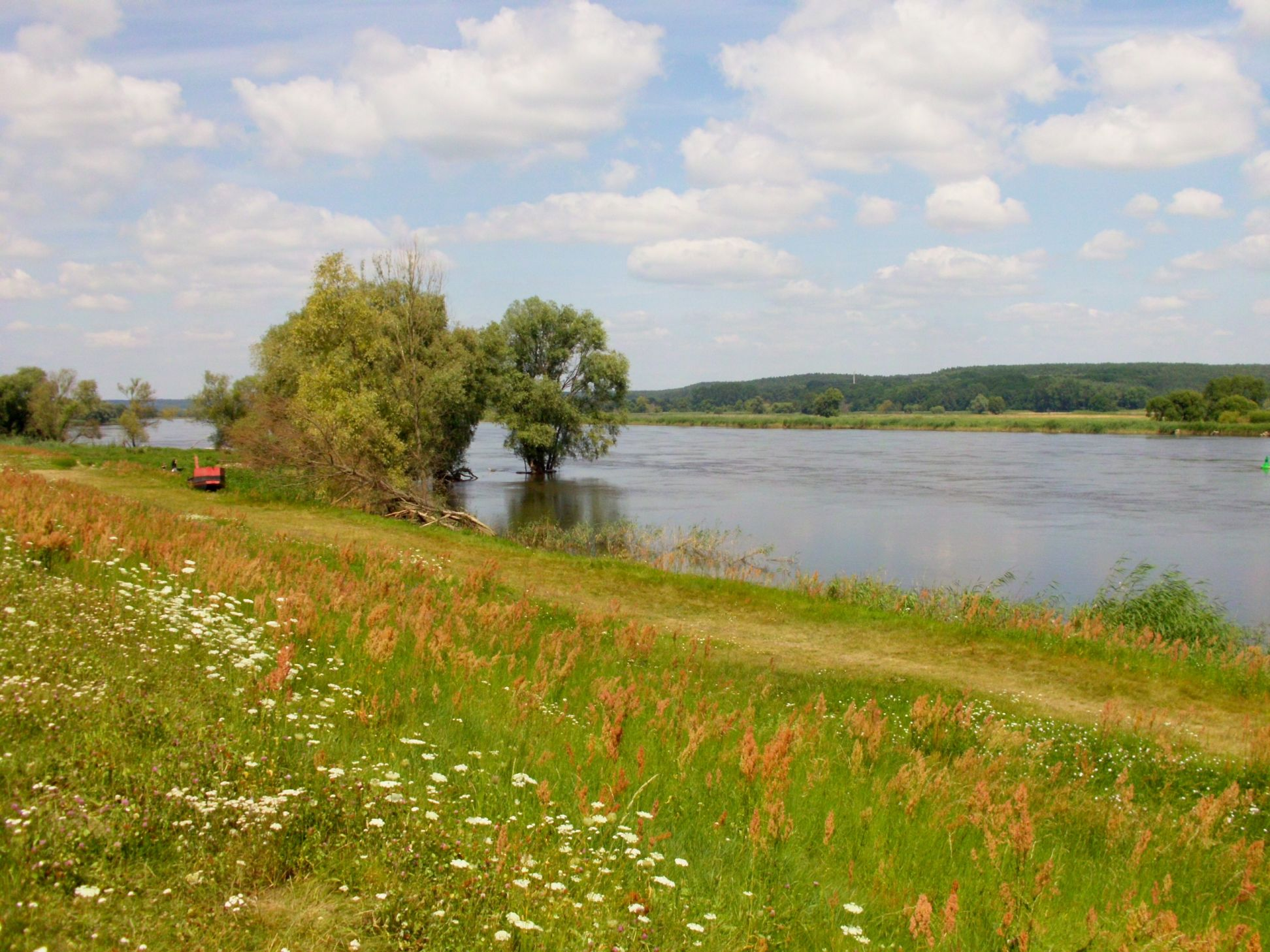
L´Oder près de Zollbrücke

L'inondation de 1997 a gravement endommagé le hameau. Après la crue, la digue a été déplacée d'environ six mètres en direction de l'Oder à hauteur de la maison du maître de barrage. L'ancienne digue a dû être enlevée lors des travaux de construction. Une nouvelle encoche a été créée, dont la semelle a été renforcée avec du fer et remplie d'un béton spécial. Les murs latéraux ont été revêtus de klinkers et une balustrade a été posée. À cet endroit, la digue est supérieure d'un mètre au niveau des hautes eaux mesuré à 9,55 mètres au-dessus du niveau de la mer le 22 mars 1940.